# Loktevka
La Loktevka (in russo  Локтевка?) è un fiume della Russia siberiana occidentale, affluente di sinistra del Čaryš (bacino idrografico dell'Ob'). Scorre nei rajon Kur'inskij e Poslelichinskij del Territorio dell'Altaj.
Il fiume ha origine dal versante occidentale del monte Sinjucha (1 210 m) tra i monti Kolyvanskij. Scorre in direzione prevalentemente settentrionale e sfocia nel Čaryš a 233 km dalla foce, presso il villaggio di Kalmyckie Mysy. La lunghezza del fiume è di 111 km, il bacino imbrifero è di 1 610 km². Nel medio corso attraversa il villaggio di Kur'ja.
Il bacino nella parte superiore è tipico della bassa montagna, boscoso; nella parte centrale e inferiore è situato nella pianura collinare pre-Altaj. Il congelamento del fiume avviene da metà novembre a fine marzo.